# Czesław Woźniak (rzeźbiarz)

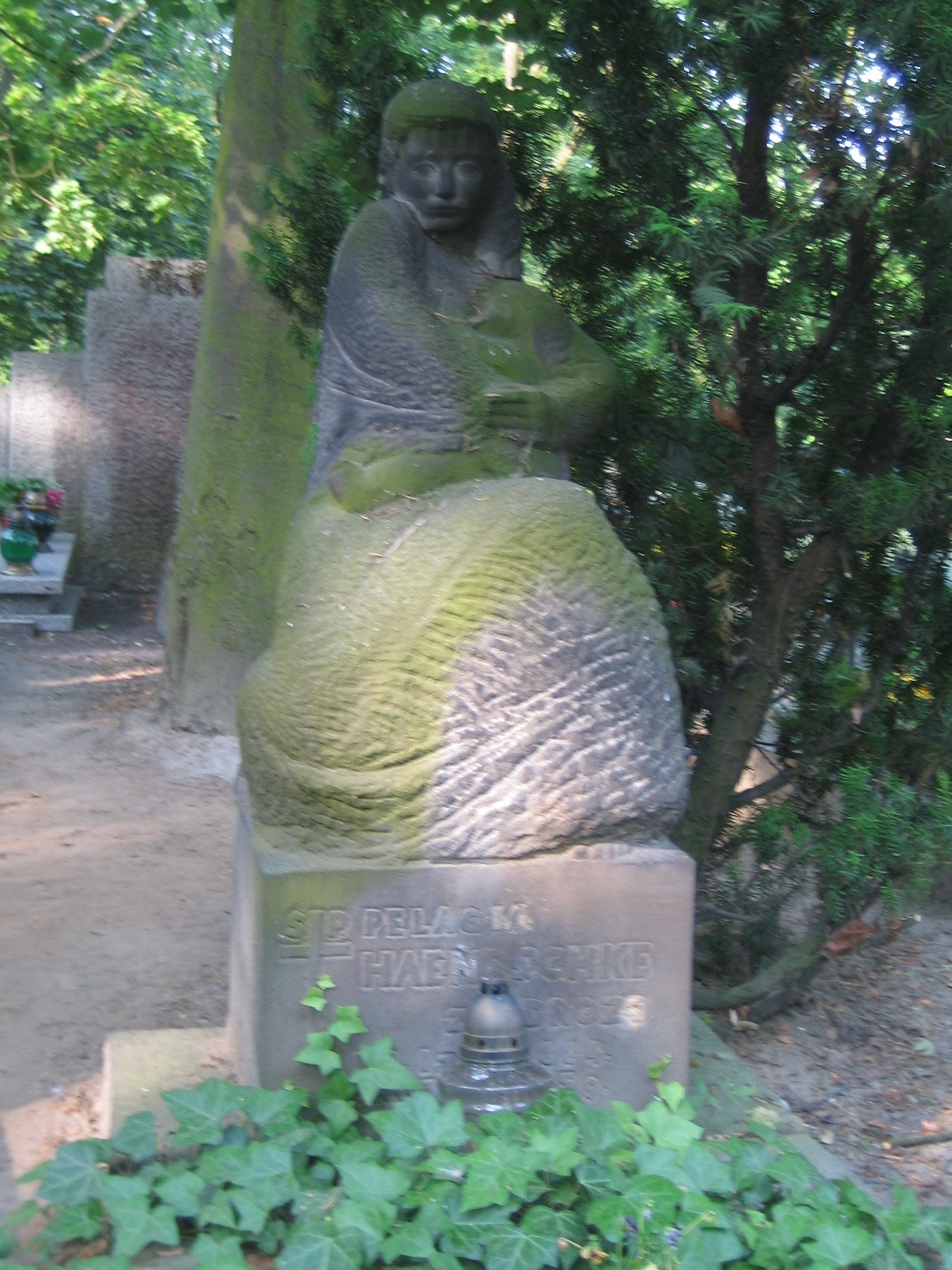
Rzeźba na grobie Pelagii Heandschke autorstwa Czesława Woźniaka na Cmentarzu Jeżyckim w Poznaniu

Czesław Woźniak (ur. 21 maja 1905 we Wrześni, zm. 21 listopada 1982 w Poznaniu) – polski rzeźbiarz.

## Życiorys
Naukę rozpoczął w Państwowej Szkole Sztuk Zdobniczych i Przemysłu Artystycznego w Poznaniu, na Wydziale Rzeźby w Metalu, Brązownictwa i Jubilerstwa pod kierunkiem profesora Jana Wysockiego. Następnie studiował w Królewskiej Akademii Sztuk Pięknych w Rzymie. W tym czasie zadebiutował na wystawie „Sztuka kwiaty i wnętrza”, gdzie otrzymał wyróżnienie. Artysta został wówczas przyjęty do grupy „Plastyka”, z którą wystawiał w Poznaniu i Warszawie.
W 1939 skończył III rok studiów. Od 1946 pracował w Wyższej Szkole Sztuk Plastycznych w Poznaniu jako starszy asystent. W 1953 został wykładowcą w pracowni Bazylego Wojtowicza i prowadził zajęcia z form architektoniczno-rzeźbiarskich. Współpraca z Bazylim Wojtowiczem nie ograniczała się do pracy dydaktycznej. Artyści wielokrotnie, wspólnie brali udział w konkursach co zaowocowało wieloma realizacjami.

## Rzeźba monumentalna
- 1945 - Pomnik Bohaterów Cytadeli Poznańskiej - płaskorzeźba (razem z Bazylim Wojtowiczem)
- 1946 - Pomnik Stefana Czarneckiego dla Wyższej Szkoły Wojsk Pancernych w Poznaniu (razem z Bazylim Wojtowiczem)
- 1952 - Pomnik Bohaterów Kępna (razem z Bazylim Wojtowiczem)
- 1953 - Pomnik Wacława z Szamotuł, Szamotuły (razem z Bazylim Wojtowiczem)
- 1954 - 10-lecie oswobodzenia Lublina, Etiuda rewolucyjna Chopina, Lublin
- 1955 - I nagroda (razem z Bazylim Wojtowiczem) w konkursie na pomnik Adama Mickiewicza w Poznaniu. Pomnik został zrealizowany w 1960
- 1966 - Pomnik Bohaterów Ziemi Kieleckiej, Kielce (razem z Bazylim Wojtowiczem, Józefem Stasińskim, S.Majchrzykiem)
- 1970 - Piast i Rzepicha, Cytadela w Poznaniu
- 1973 - Pokój, Osiedle Jagiellońskie w Poznaniu

## Rzeźba sakralna
- 1930 - Św. Józef z Dzieciątkiem, kościół pw. Wniebowzięcia NMP w Puszczykowie (drewno, 70 cm)
- 1932 - Św. Matka Boska Wniebowzięta, kościół pw. Wniebowzięcia NMP w Puszczykowie (drewno polichromowane, 200 cm)
- 1936 - Kalwaria Obornicka, wystrój rzeźbiarski kaplic Kalwarii
- 1949 - Niepokalane serce NMP, kościół pw. św. Krzyża w Poznaniu (drewno polichromowane, 175 cm)
- 1950 - Matka Boska, kościół pw. św. Józefa w Obornikach (drewno, 160 cm)
- 1962 - Ukrzyżowanie, kościół pw. Jana Chrzciciela w Międzyrzeczu (drewno polichromowane, 80 cm)
- 1964 - Św. Jan Chrzciciel, kościół pw. Jana Chrzciciela w Międzyrzeczu (piaskowiec, 400 cm)
- 1964 - Pięciu Braci Męczenników, kościół pw. Jana Chrzciciela w Międzyrzeczu (piaskowiec, 400 cm)
- 1964 - Nagrobek arbpa Walentego Dymka, katedra w Poznaniu (marmur)
- 1965 - Chrzcielnica, kościół pw. Jana Chrzciciela w Międzyrzeczu (piaskowiec, 130 cm)
- 1972 - Św. Stanisław, kościół w Wałkowie (piaskowiec)
- 1972 - Ukrzyżowanie, kościół w Wałkowie (drewno)
- 1973 - Biskup Jordan, Bolesław Chrobry, Mieszko I, Dobrawa, Złota Kaplica w katedrze w Poznaniu
- 1976 - Eugeniusz de Mazenod, park Wyższego Seminarium Duchownego w Obrze koło Wolsztyna (piaskowiec, 200 cm)

## Wystawy
- 1936 - Sztuka kwiaty i wnętrza, Poznań
- 1946 - Salon Wiosenny, Muzeum Narodowe Warszawa
- 1947 - II Ogólnopolski Salon Zimowy ZPAP, Towarzystwo Przyjaciół Sztuk Pięknych Kraków
- 1950 - I Ogólnopolska Wystawa Plastyki, Muzeum Narodowe Warszawa
- 1960 - Rzeźba polska 1945-1960, ZPAP, CBWA Warszawa
- 1963 - Salon jesienny, Malarstwo, grafika, rzeźba, BWA Poznań
- 1964 - 20 lat PRL w twórczości plastycznej, BWA Poznań
- 1977 - I Biennale Małych Form Rzeźbiarskich, BWA Poznań
- 1980 - Poznańscy laureaci nagród i konkursów ogólnopolskich, BWA Poznań
- 1986 - Artyści Poznania 1945–1985, Muzeum Narodowe Poznań
- 1988 - Polskie Małe Formy Rzeźbiarskie,BWA w Poznań